# Kustolovi Kușci, Kobeleakî
Kustolovi Kușci (în ucraineană Кустолові Кущі) este un sat în comuna Cervoni Kvitî din raionul Kobeleakî, regiunea Poltava, Ucraina.

## Demografie
Componența lingvistică a localității Kustolovi Kușci
     Ucraineană (96,68%)
     Rusă (2,81%)
     Alte limbi (0,39%)
Conform recensământului din 2001, majoritatea populației localității Kustolovi Kușci era vorbitoare de ucraineană (96,68%), existând în minoritate și vorbitori de rusă (2,81%).